# Racisme in het Midden-Oosten
Racisme in het Midden-Oosten geeft een beeld van racisme in verschillende landen in het Midden-Oosten.

## Koerden
Koerden worden in verschillende landen van het Midden-Oosten gediscrimineerd. In Syrië werd velen van hen in de jaren 1960 het staatsburgerschap ontnomen, waardoor zij geen landbouwgrond meer konden bezitten. In Turkije mochten Koerden tot 1991 hun taal niet spreken. In Irak werd een gifgasaanval op Halabja uitgevoerd, waarbij 5000 Koerden om het leven kwamen. In Iran worden de (soennitische) Koerden onderdrukt door het Iraanse (sjiitische) regime.

## Het zionisme en de resolutie van 1991
Als etnisch nationalisme werd het zionisme een racistische ideologie genoemd in resolutie 3379 van de Verenigde Naties. Deze resolutie werd in het midden van de Koude Oorlog gesteund door de communistische en islamitische landen. Israël, de Verenigde Staten en de West-Europese landen en hun bondgenoten stemden tegen. In de Algemene Vergadering kunnen de grootmachten geen veto uitspreken.
De resolutie werd herroepen in 1991. Dit gebeurde met resolutie 48/86. De resolutie die zionisme gelijkstelde aan racisme werd hiermee van tafel gehaald met 111 stemmen voor en 25 tegen. Dit was een voorwaarde van Israël alvorens mee te willen doen met de vredesconferentie van Madrid (1991).

## Israël
Op 19 juli 2018 heeft Israël de 14e basiswet aangenomen die de staat Israël omschrijft als Joodse staat waarin alleen het Joodse volk recht op nationale zelfbeschikking heeft, een land dat alleen open staat voor Joodse vestiging en waarin het Arabisch geen officiële taal meer is. Er kwam protest vanuit het Palestijns-Arabische deel van de bevolking (moslims, druzen en christenen). Als niet-Joden zien zij deze wet als het eindelijk bij wet vastleggen van wat zij sinds 1948 met de stichting van de staat Israël ervaren: tweederangsburgers te zijn. De Palestijnse bevolking (20% van de totale bevolking) heeft de beschikking over 3% van de grond. Dat percentage staat onder druk in verband met nieuwe wegen of uitbreiding van stad, kibboets of mosjav. Palestijnen mogen zich niet overal vestigen en het is niet vanzelfsprekend dat hun aanvragen om huizen te bouwen of uit te breiden door de Israëlische overheid worden gehonoreerd. Op scholen krijgen kinderen het Israëlisch-Joodse verhaal te horen, terwijl Palestijnen in het onderwijs aandacht willen voor de Al-Nakba. De staat Israël staat het bouwen van Joodse nederzettingen in de door Israël bezette gebieden toe waardoor de nog overgebleven kleine Palestijns-Arabische gebieden verbrokkelen. De verjoodsing van het desondanks nog tamelijk Palestijns-Arabisch gebleven Galilea is een project van de ngo Jewish Agency for Israel.
Ook uit Noord-Afrika, Jemen en Ethiopië (Falasja's) afkomstige Joden hebben of hadden te maken met racisme door vanuit Europa afkomstige medejoden. Mei 2015 gingen Ethiopiërs de straat op om te demonstreren tegen de discriminatie waar zij in Israël mee te maken hebben. Een video waarop te zien was hoe Damas Pakada, een jonge Ethiopisch-Israëlische soldaat in uniform, door de politie werd afgetuigd, was de directe aanleiding.
Ook Israël heeft te maken met een vluchtelingenvraagstuk. Duizenden Afrikaanse vluchtelingen zijn via de Sinaiwoestijn in Israël beland. Het gaat hier om Eritreërs en Soedanezen. De meerderheid bestaat uit mannen. De regering wil hen geen status geven als Israëlisch staatsburger, maar stelt elke vluchteling voor de keus tussen gevangenisstraf voor onbepaalde tijd of vertrekken met een premie van 3500 dollar. Zij zou afspraken hebben gemaakt met enkele Afrikaanse landen om deze vluchtelingen op te nemen.

## Palestijnse ontheemden
De Palestijnen die in 1948 vluchtten voor de oorlog of werden verdreven uit Israël (ongeveer 750.000) mochten slechts op beperkte schaal terugkeren naar hun vroegere woning en land. Door de Zesdaagse Oorlog van 1967 werden nog eens een 200.000 Palestijnen verdreven. Extreemrechtse Joodse groeperingen vertolken het standpunt dat ook de resterende Palestijnen uit Israël en de Palestijnse gebieden zouden moeten vertrekken. Veel Palestijnen verblijven nog in vluchtelingenkampen in de buurlanden. Alleen in Jordanië kregen zij volledige burgerrechten. De overige landen van het Midden-Oosten geven de Palestijnen niet de volledige burgerrechten. In Libanon hebben Palestijnen bijvoorbeeld geen actief en passief kiesrecht.

## Joden
De joodse godsdienst werd in de Arabische wereld tot de Tweede Wereldoorlog onder grote beperkingen getolereerd; diverse landen hadden grote joodse gemeenschappen. Echter in het Mandaatgebied Palestina vonden diverse bloedige pogroms plaats en ook in Irak kwamen deze gruwelijkheden voor. In 1945 stelde de Arabische Liga een boycot in tegen de Joden in het toenmalige mandaatgebied. Na de onafhankelijkheid van Israël in 1948 vertrokken de Joden, aangemoedigd door zowel Israël (dat hen graag wilde opnemen als nieuwe immigranten) als de Arabische wereld (die hen het liefste kwijt was) naar de nieuwe staat en ook naar de Verenigde Staten. Tegenwoordig wonen er nog weinig Joden in de Arabische wereld. In Jordanië zijn Joden zelfs expliciet van het staatsburgerschap uitgesloten.

## Zwarte bevolking
Vanaf de zevende eeuw werden mensen uit Kenia, Tanzania, Soedan en Ethiopië als slaaf verkocht in het Midden-Oosten. In Irak komt de Free Iraqis Movement op voor de rechten van een klein miljoen zwarte Irakezen. Ze namen er in 2009 deel aan de verkiezingen. De meeste zwarte Irakezen behoren tot de laagste sociale klasse in het land.